# 591592 Carlanderson
591592 Carlanderson è un asteroide della fascia principale. Scoperto nel 2013, presenta un'orbita caratterizzata da un semiasse maggiore pari a 2,627581 UA e da un'eccentricità di 0,028081, inclinata di 12,926714° rispetto all'eclittica.
È dedicato al fisico statunitense Carl David Anderson.